# Leptanthura victori
Leptanthura victori är en kräftdjursart som beskrevs av Negoescu 1985. Leptanthura victori ingår i släktet Leptanthura och familjen Leptanthuridae. Inga underarter finns listade i Catalogue of Life.